# 翁禎翊
翁禎翊（1995年—），台灣作家、司法官。現居桃園，曾居住於台北、台南、苗栗等地。曾獲余光中散文獎、臺大文學獎、林榮三文學獎、九歌年度散文獎。
建國中學畢業後，翁禎翊考取台大政治系，而後轉系進入法律系、輔修日文系；大學畢業當年的國家考試拿下律師國考和司法官特考「雙榜」。2021年，以「最高限額抵押權之研究——以實務爭議問題為中心」論文獲得臺灣大學法律所的碩士學位。翁禎翊的〈恆星一樣的大人〉曾於Facebook受到大量關注，分享次數超過9千次。
翁禎翊目前服務於新竹地方法院刑事庭，將相關經驗書寫為散文集《你在暗中守護我》：
|  | 成為法官讓我看見了大人世界邪惡的一面、道貌岸然的一面，可是也因為真真實實遇見過一些由裡到外很棒的大人，光是想到他們，就少了很多害怕。 |

同樣收錄於書中的〈你在暗中守護我〉捕捉司法現場的人性與衝突，在2025年獲得九歌年度散文獎。

## 著作

### 散文集
- 《行星燦爛的時候》（九歌出版，2020）
- 《你在暗中守護我》（遠流出版，2024）

### 合集
- 《慢行高雄：14種美好生活路線》（與凌性傑等人合著，2015）